# Heterusia declivis
Heterusia declivis là một loài bướm đêm trong họ Geometridae.